# Первомайський (Упоровський район)
Первома́йський (рос. Первомайский) — селище у складі Упоровського району Тюменської області, Росія.
Населення — 96 осіб (2010, 112 у 2002).
Національний склад станом на 2002 рік:
- росіяни — 85 %